# Гун-гун (транснептуновый объект)
Гун-гун или Гунгу́н (225088 Gonggong по каталогу Центра малых планет) — один из крупнейших транснептуновых объектов. Кандидат в карликовые планеты. Некоторое время считался близким по величине к признанным карликовым планетам Макемаке и Хаумеа, размеры которых по современным данным составляют (1430±9) × (1502±45) км и (2322±60) × (1704±8) × (1026±32) км соответственно, но после открытия спутника и установления массы диаметр Гун-гуна оценивается в 1200 км, то есть он сопоставим с Кваваром, размеры которого по последним измерениям составляют 1138+48
−34 × 1036+44
−31 км. По состоянию на начало 2022 года, является одним из 7 наиболее удалённых объектов Солнечной системы из известных науке.

## История открытия

### Открытие
Гун-гун был открыт в Паломарской обсерватории группой американских астрономов, в которую входили Майкл Браун, Дэвид Рабиновиц и аспирантка Брауна Меган Швамб.
Гун-гун был впервые отмечен 17 июля 2007 года на снимке, сделанном в 9:27 UTC того же дня с помощью телескопа имени Самуэля Ошина. Заявление об открытии было официально опубликовано только 7 января 2009 года.
Гун-гун — крайне тусклый объект, и на архивных снимках его удалось обнаружить лишь на двух фотографиях, сделанных в 1985 и 1991 годах, а также на 7 снимках, сделанных в рамках проекта NEAT в 2001—2002 годах.

### Название
При регистрации открытия в январе 2009 года объекту было присвоено обозначение 2007 OR10. К тому времени астрономы успели надёжно подтвердить орбиту объекта, поэтому уже 2 ноября 2009 года открытие было признано, и Гун-гун был включён в каталог малых планет под номером 225088.
Астрономы, открывшие Гун-гун, первоначально выдвинули гипотезу о том, что он является осколком карликовой планеты Хаумеи и дали ему прозвище «Белоснежка» (англ. Snow White). Майкл Браун объяснил это решение следующим образом:

… когда пришло время дать 2007 OR10 прозвище, мы назвали её Белоснежкой, предполагая, что она могла бы иметь гладкую ярко-белую ледяную поверхность, как и у всех остальных частей Хаумеа. (Очевидно, на меня сильно повлиял самый популярный фильм в моём доме в то время, когда Лайле было 3 года. <…>)
Оригинальный текст (англ.)… when it came time to give 2007 OR10 a nickname, we named it Snow White, with the assumption that it would have a nice bright white icy surface like all of those other pieces of Haumea. (I was clearly heavily influenced by the most popular movie in my house at that time when Lilah was 3 years old. <…>)

Также общественность не преминула заметить связь этого прозвища с шестью другими, открытыми группой Брауна, кандидатами в карликовые планеты (англ. dwarf planet), обыгрывая слово «dwarf», которое в английском языке означает также и гнома.
Объект долго не имел официального названия. В соответствии с правилами МАС, транснептуновым объектам, «находящимся достаточно далеко от орбиты Нептуна», присваиваются имена, связанные с сотворением. Только в 2019 году первооткрыватели объекта провели онлайн-голосование среди широкой публики. На выбор были предложены три возможных имени:
- Гунгун (англ. Gonggong) — китайский бог воды, изображающийся с телом змеи, лицом человека и красными волосами на голове;
- Холле (англ. Holle) — Госпожа Метелица из германского фольклора;
- Вили (англ. Vili) — брат Одина из скандинавской мифологии.

Голосование проводилось с 9 апреля по 10 мая 2019 года, сначала в нём лидировал вариант «Вили». Во время голосования пользователь kugelch1pz опубликовал на YouTube видео, где продемонстрировал метод обхода защиты от спама на странице голосования и запустил скрипт, который отдавал голос за вариант «Гун-гун». Одна из первооткрывателей, Меган Швамб, на это ответила, что они знали об этом, но у них было недостаточно средств для организации фильтрации голосов, и что, возможно, были ещё боты, голосовавшие за другие варианты, которые могли нивелировать своё воздействие.
Всего было подано около 280 тысяч голосов. Победителем с 46 % голосов стал Гун-гун. Это название и было предложено в Международный астрономический союз и утверждено 5 февраля 2020 года.
Итоги электронного голосования, скомпрометированные вмешательством ботов, Меган Швамб подытожила следующим образом:

Весь наш бюджет на это составлял 0 долларов. Люди предоставили графические материалы, домен, а также своё время и опыт. На протяжении 10 лет я пыталась организовать некое общественное голосование, но, в конце концов, мне пришлось довольствоваться теми технологиями (с их недостатками), которые были доступны.
Оригинальный текст (англ.)Our entire buget for this was 0 dollars. People donated the artwork, the domain, and their time and expertise. I’d been trying for 10 years to get some kind of public vote going and so eventually I had to settle for what tech (and its flaws) was available

### Статус
По состоянию на 2022 год, Гун-гун официально не является карликовой планетой. В резолюции 5, принятой на XXVI Ассамблее Международного астрономического союза, установившей определение карликовой планеты, содержится требование, что она должна иметь «достаточную массу, чтобы войти в гидростатическое равновесие», но анонсированное в этой резолюции «разграничение объектов между карликовыми планетами и другими категориями» до сих пор не разработано. Вне зависимости от этого некоторые астрономы считают, что размеры Гун-гуна позволяют присвоить ему этот статус.

## Орбита

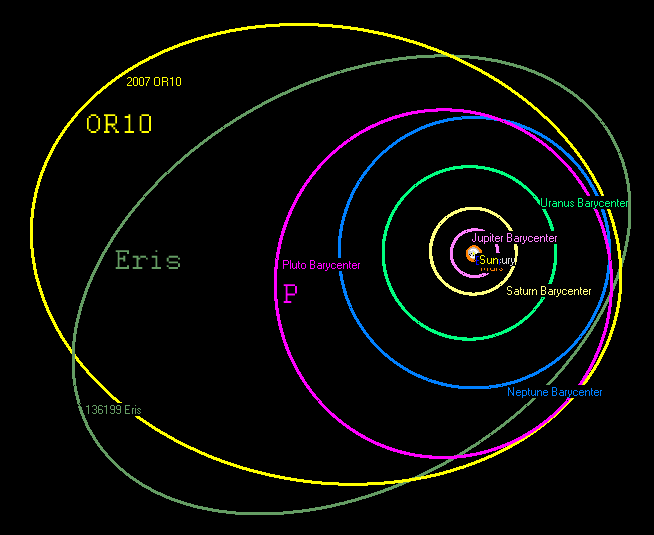
Орбита Гун-гун (жёлтая) в сравнении с орбитой Эриды (зелёная) и Плутона (лиловая)

Из-за малого количества наблюдений и крайне медленного движения по орбите расчёт орбитальных характеристик Гун-гуна сильно затруднён. По современным данным, среднее расстояние его от Солнца (большая полуось орбиты) — 67,43 а.е. (10,09 млрд км), то есть всего на 0,6 а. е. меньше, чем у Эриды. Орбита сильно вытянутая — её эксцентриситет равен 0,498. Соответственно, максимальное расстояние от Гун-гуна до Солнца составляет 101,00 а. е. (15,11 млрд км), минимальное — 33,85 а. е. (5,06 млрд км). Орбита наклонена к плоскости эклиптики под углом 30,61°. Таким образом, по своим параметрам орбита Гун-гуна очень похожа на орбиту Эриды, только чуть более вытянута и со значительно меньшим наклонением. Объекты с такими орбитальными характеристиками принято относить к объектам Рассеянного диска, но у Гун-гуна обнаружен возможный резонанс 3:10 с Нептуном, то есть он совершает 3 оборота вокруг Солнца за то же время, за которое Нептун совершает 10 оборотов.

Движение Гун-гуна относительно Солнца (центр диаграммы) и Нептуна (белая точка) за 26 тыс. лет. Видна либрация орбиты из-за предположительного резонанса 3:10

Абсолютная звёздная величина Гун-гуна составляет 1,91m. Его видимый блеск в 2022 году равен 21,5m (для сравнения, блеск Плутона равен около 15m, а Эриды — 19m). Такая яркость примерно соответствует свету, который доходил бы от 100-ваттной лампы накаливания, находящейся на расстоянии 154 тыс. км, что составляет примерно половину расстояния от Земли до Луны. Для непосредственного визуального наблюдения столь тусклого объекта требуется телескоп с апертурой более 3,6 м или даже более 7,6 м.
Период обращения Гун-гуна вокруг Солнца составляет 553,7 года. Он прошёл перигелий в октябре 1857 года и сейчас удаляется от Солнца. По расчётам, объект достигнет афелия в 2133 году, а следующее прохождение перигелия состоится в 2409 году. По состоянию на 2022 год Гун-гун находится в 88,93 а. е. (13,3 млрд км) от Солнца, то есть на седьмом месте в списке самых удалённых тел Солнечной системы, известных науке, после 2014 UZ224 (89,0 а. е.), 2021 DR15 (89,6 а. е.), 2015 TH367 (90,8 а. е.), Эриды (95,8 а. е.), 2020 FA31 (97,4 а. е.) и 2020 FY30 (98,9 а. е.). 
По расчётам, длительность полёта автоматической межпланетной станции для исследования Гун-гуна с пролётной траектории составила бы не менее 20 лет с использованием гравитационного манёвра у Юпитера. Например, при запуске в 2030—2031 годах полёт продлился бы около 25 лет.

## Физические характеристики

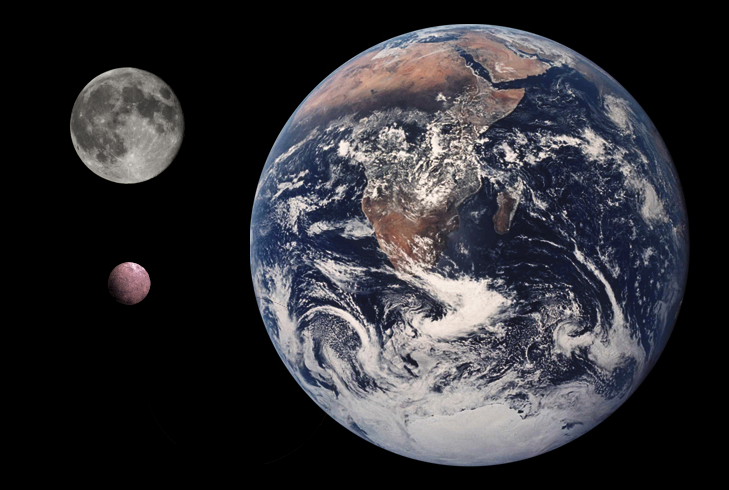
Сравнение размеров Земли, Луны и Гун-гуна

При открытии Майкл Браун считал, что объект (225088) Гун-гун по размеру располагается между Седной и Кваваром. При альбедо 19 % диаметр объекта оценивается в 1290 км.
Размер объекта высчитывают, учитывая его абсолютную звёздную величину (2,0m) и альбедо (от 0,15 до 0,40). Поэтому оценка диаметра Гун-гун варьируется от 875 до 1400 км. В 2012 году посредством космического телескопа «Гершель» его диаметр был оценён в 1280±210 км. Последовавшее в 2013 году исследование на основе комбинации данных с инфракрасных телескопов «Гершель» и «Спитцер» дало крайне неопределённое значение диаметра 1142+647
−467 км при геометрическом альбедо 0,0174+0,032
−0,0104.
В 2016 году группа венгерских учёных, комбинируя данные с инфракрасного телескопа «Гершель» и оптического «Кеплер», провела расчёт размера и отражательной способности Гун-гуна. В результате они получили значение диаметра 1535+75
−225 км при крайне низком альбедо 0,089+0,031
−0,009, что сделало его третьим по величине транснептуновым объектом.
В 2018 году, благодаря открытию спутника, удалось определить массу объекта. Она оказалась равна примерно 1,75⋅1021 кг (для сравнения, масса Цереры составляет 0,94⋅1021 кг, а масса Квавара — 1,40⋅1021 кг). Соответственно, при средней плотности 1,72 ± 0,16 кг/м³, можно предположить, что он имеет размер 1180—1280 км. Предыдущая оценка в 1535 км при указанной массе даёт неправдоподобно маленькое значение плотности 0,92+0,46
−0,14 кг/м³.
Скорость вращения Гун-гуна вокруг своей оси была определена в 2016 году в том же исследовании, которое сильно завысило оценку размера этого объекта. На основании анализа кривой блеска объекта венгерские астрономы установили два возможных периода его обращения: 44,81 часа или 22,40 часа. На основании этого исследователи сделали вывод, что столь медленно вращающееся тело в гидростатическом равновесии принимает форму так называемого сфероида Маклорена, то есть он имеет форму приплюснутого с полюсов шара.
Ожидается, что 3 августа 2028 года Гун-гун покроет звезду GA0800:21760193 величиной 16,8m.

## Химический состав
Первое спектрографирование Гун-гуна было проведено 20 сентября 2010 года при помощи одного из Магеллановых телескопов. В результате было обнаружено, что в спектре объекта преобладают линии поглощения на длине волны 1,5 мкм, которые характерны для водяного льда. В то же время Гун-гун оказался, подобно Квавару, одним из самых красных объектов в Поясе Койпера. Такой цвет может объясняться наличием толинов — органических веществ, образующихся из метана под воздействием космической радиации, но наличие самого метана подтвердить не удалось из-за сильной зашумлённости спектра.
В 2015 году в спектре Гун-гуна, полученном посредством телескопа IRTF, были обнаружены линии поглощения на длине волны 2,27 мкм, что может свидетельствовать о присутствии на поверхности метилового спирта.

## Спутник

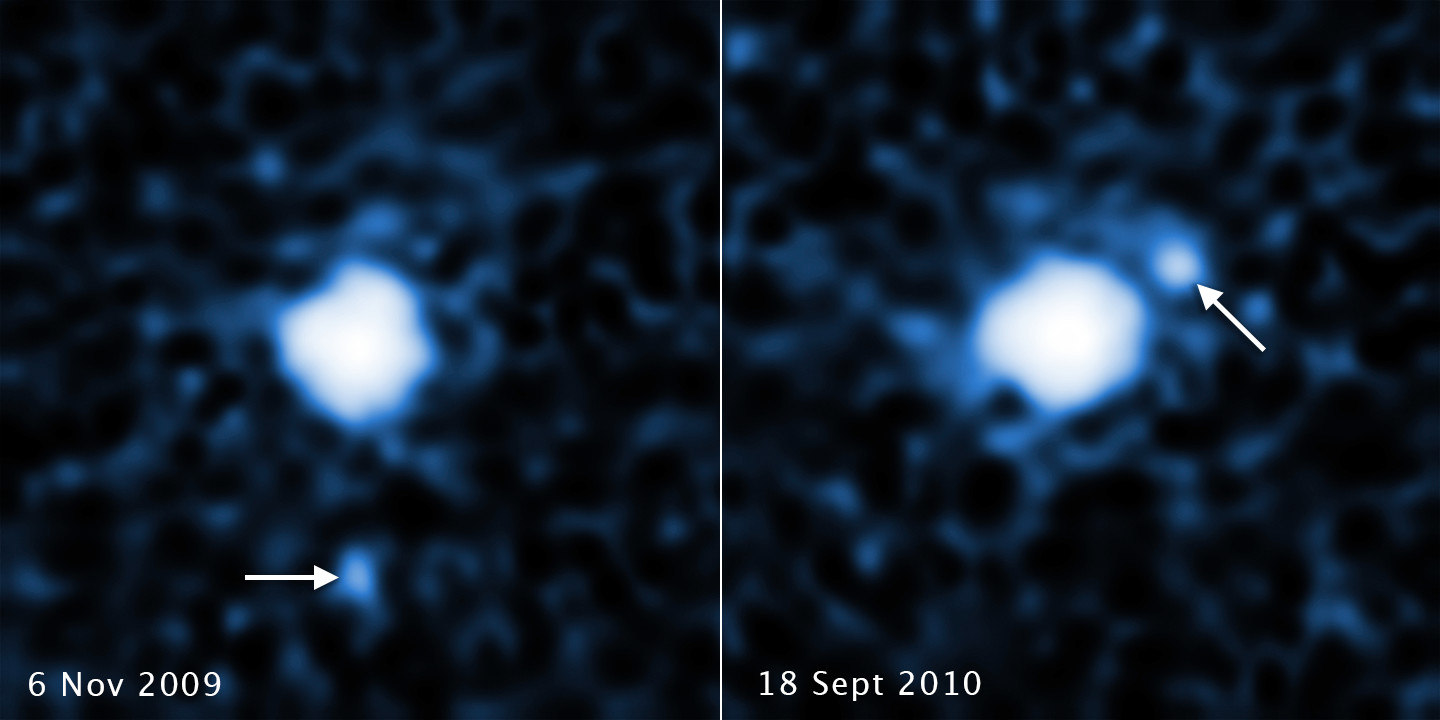
Сянлю на снимках 2009 и 2010 годов

При исследовании Гун-гуна было замечено его экстремально медленное вращение, нетипичное для карликовых планет. Об открытии спутника стало известно только в 2016 году при анализировании архивных снимков телескопа «Хаббл». Две фотографии были сделаны 18 сентября 2010 года и 6 ноября 2009 года. Они позволили оценить с большим разбросом параметры орбиты спутника и помогли узнать его размеры
В 2019 году, одновременно с присвоением имени самому объекту, спутник получил название Сянлю. Сянлю обращается вокруг Гун-гуна на расстоянии как минимум 15 тыс. км. Диаметр спутника — 300 км или 237 км.